# Пеннингтон, Ракель
Раке́ль Лен Пе́ннингтон (англ. Raquel Len Pennington; род. 5 сентября 1988 года, Колорадо-Спрингс, штат Колорадо, США) — американский боец смешанных единоборств, в настоящее время выступающая под эгидой Ultimate Fighting Championship в женских полулёгкой и легчайшей весовых категориях. Бывший чемпион в женском легчайшем весе UFC. Занимает 2 строчку официального рейтинга UFC в легчайшем весе. и 10 строчку официального рейтинга UFC среди лучших бойцов независимо от женской весовой категории (англ. pound-for-pound).

## Титулы и достижения
Ultimate Fighting Championship
- Обладатель премии «Лучший бой сезона» на шоу The Ultimate Fighter 18 в бою против Джессамин Дюк
- Обладатель премии «Выступление вечера» (1 раз) в бою против Жессики Андради
- Наибольшее количество проведённых боёв в женском легчайшем весе (14)
- Наибольшее количество времени, проведённого в боях, в женском легчайшем весе (3:22:33)
- Наибольшее количество выброшенных ударов в женском легчайшем весе (1070)

## Статистика выступлений в MMA
| Боёв 26  | Побед 16 | Поражений 10 |
| -------- | -------- | ------------ |
| Нокаутом | 1        | 1            |
| Сдачей   | 4        | 1            |
| Решением | 11       | 8            |

| Результат  | Рекорд | Соперник            | Способ                                       | Турнир                                        | Дата             | Раунд | Время | Место                                    | Примечание                                                      |
| ---------- | ------ | ------------------- | -------------------------------------------- | --------------------------------------------- | ---------------- | ----- | ----- | ---------------------------------------- | --------------------------------------------------------------- |
| Поражение  | 16-10  | Джулианна Пенья     | Раздельное решение                           | UFC 307                                       | 5 октября 2024   | 5     | 5:00  | Солт-Лейк-Сити, Юта                      | Утратила титул чемпиона UFC в женском легчайшем весе.           |
| Победа     | 16-9   | Майра Буэна Силва   | Единогласное решение                         | UFC 297                                       | 20 января 2024   | 5     | 5:00  | Канада, Торонто                          | Завоевала титул чемпиона UFC в женском легчайшем весе.          |
| Победа     | 15-9   | Кейтлин Виейра      | Раздельное решение                           | UFC Fight Night: Стрикленд vs. Имавов         | 14 января 2023   | 3     | 5:00  | Лас-Вегас, Невада, США                   |                                                                 |
| Победа     | 14-9   | Аспен Лэдд          | Единогласное решение                         | UFC 273                                       | 9 апреля 2022    | 3     | 5:00  | Джэксонвилл, Флорида, США                |                                                                 |
| Победа     | 13-9   | Мейси Чиассон (#10) | Сдача, удушающий прием (гильотина)           | UFC Fight Night: Льюис vs. Докас              | 18 декабря 2021  | 2     | 3:07  | Лас-Вегас, Невада, США                   | Дебют в полулёгком весе. Чиассон не сделала вес                 |
| Победа     | 12-9   | Панни Киансад (#12) | Единогласное решение                         | UFC Fight Night: Смит vs. Спэнн               | 18 сентября 2021 | 3     | 5:00  | Лас-Вегас, Невада, США                   |                                                                 |
| Победа     | 11-9   | Марион Рено (#10)   | Единогласное решение                         | UFC on ESPN: Блейдс vs. Волков                | 20 июня 2020     | 3     | 5:00  | Лас-Вегас, Невада, США                   |                                                                 |
| Поражение  | 10-9   | Холли Холм (#3)     | Единогласное решение                         | UFC 246                                       | 18 января 2020   | 3     | 5:00  | Лас-Вегас, Невада, США                   |                                                                 |
| Победа     | 10-8   | Ирене Альдана (#10) | Раздельное решение                           | UFC on ESPN: Дус Анжус vs. Эдвардс            | 20 июля 2019     | 3     | 5:00  | Сан-Антонио, Техас, США                  |                                                                 |
| Поражение  | 9-8    | Жермейн де Рандами  | Единогласное решение                         | UFC Fight Night: Корейский зомби vs. Родригес | 10 ноября 2018   | 3     | 5:00  | Денвер, Колорадо, США                    | Бой в промежуточном весе (138 фунтов) Пеннингтон не сделала вес |
| Поражение  | 9-7    | Аманда Нунис        | Технический нокаут                           | UFC 224                                       | 12 мая 2018      | 5     | 2:36  | Рио-де-Жанейро, Рио-де-Жанейро, Бразилия | Бой за титул чемпиона в женском легчайшем весе                  |
| Победа     | 9-6    | Миша Тейт           | Единогласное решение                         | UFC 205                                       | 12 ноября 2016   | 3     | 5:00  | Нью-Йорк, Нью-Йорк, США                  |                                                                 |
| Победа     | 8-6    | Элизабет Филлипс    | Единогласное решение                         | UFC 202                                       | 20 августа 2016  | 3     | 5:00  | Лас-Вегас, Невада, США                   |                                                                 |
| Победа     | 7-6    | Бет Коррея          | Раздельное решение                           | UFC on Fox: Тейшейра vs. Эванс                | 16 апреля 2016   | 3     | 5:00  | Тампа, Флорида, США                      |                                                                 |
| Победа     | 6-6    | Жессика Андради     | Сдача, удушающий прием (удушение сзади)      | UFC 191                                       | 5 сентября 2015  | 2     | 4:58  | Лас-Вегас, Невада, США                   | «Выступление вечера» (1)                                        |
| Поражение  | 5-6    | Холли Холм          | Раздельное решение                           | UFC 184                                       | 28 февраля 2015  | 3     | 5:00  | Лос-Анджелес, Калифорния, США            |                                                                 |
| Победа     | 5-5    | Эшли Эван-Смит      | Техническая сдача, удушающий прием (бульдог) | UFC 181                                       | 6 декабря 2014   | 1     | 4:59  | Лас-Вегас, Невада, США                   |                                                                 |
| Поражение  | 4-5    | Жессика Андради     | Раздельное решение                           | UFC 171                                       | 15 марта 2014    | 3     | 5:00  | Даллас, Техас, США                       |                                                                 |
| Победа     | 4-4    | Роксанна Модаффери  | Единогласное решение                         | The Ultimate Fighter 18 Финал                 | 30 ноября 2013   | 3     | 5:00  | Лас-Вегас, Невада, США                   |                                                                 |
| Поражение  | 3-4    | Джессика Ракози     | Единогласное решение                         | The Ultimate Fighter 18 Полуфинал             | 1 июля 2013      | 3     | 5:00  | Лас-Вегас, Невада, США                   |                                                                 |
| Поражение  | 3-3    | Лесли Смит          | Единогласное решение                         | Invicta FC: Esparza vs. Hyatt                 | 5 января 2013    | 3     | 5:00  | Канзас-Сити, Канзас, США                 |                                                                 |
| Поражение  | 3-2    | Кэт Зингано         | Сдача, удушающий прием (удушение сзади)      | Invicta FC: Penne vs. Sugiyama                | 6 октября 2012   | 2     | 3:32  | Канзас-Сити, Канзас, США                 |                                                                 |
| Победа     | 3-1    | Ракель Паалухи      | Сдача, удушающий прием (гильотина)           | Destiny MMA: Na Koa 1                         | 8 сентября 2012  | 1     | 3:52  | Гонолулу, Гавайи, США                    | Завоевала титул чемпиона Destiny MMA в легчайшем весе           |
| Победа     | 2-1    | Сара Морас          | Единогласное решение                         | Invicta FC: Baszler vs. McMann                | 28 июля 2012     | 3     | 5:00  | Канзас-Сити, Канзас, США                 |                                                                 |
| Поражение  | 1-1    | Тори Адамс          | Единогласное решение                         | RMBB/TB: A Champion's Quest                   | 22 июня 2012     | 3     | 5:00  | Шеридан, Колорадо, США                   |                                                                 |
| Победа     | 1-0    | Ким Кутюр           | Технический нокаут                           | MFP: Vengeance                                | 13 марта 2012    | 2     | 2:25  | Каспер, Вайоминг, США                    | Дебют в легчайшем весе                                          |
| Источники: |        |                     |                                              |                                               |                  |       |       |                                          |                                                                 |